# Łęka Opatowska (gmina)
Łęka Opatowska [ˈwɛnka ɔpaˈtɔfska] est une commune rurale de la voïvodie de Grande-Pologne et du powiat de Kępno.
Elle se situe à environ 11 kilomètres au sud-est de Kępno et 155 kilomètres au sud-est de la capitale régionale Poznań. Sa superficie est de 77,5 km² et elle comptait environ 5 300 habitants en 2010.